# Рисюкова Наталя Дмитрівна
Рисюкова Наталя Дмитрівна (4 лютого 1947, Одеса, УРСР) — радянський, український редактор.
Народилась 1947 року в Одесі. Закінчила Одеський державний університет ім. І. Мечникова. 
Працює на Одеській кіностудії. 
Член Національної Спілки кінематографістів України.

## Фільмографія
Вела фільми:
- «Контрабанда» (1974)
- «Блакитний патруль» (1974, т/ф)
- «Рейс перший, рейс останній» (1974)
- «Місто з ранку до опівночі» (1976)
- «Відпустка, яка не відбулася» (1976)
- «Ненависть» (1977)
- «Син чемпіона» (1978)
- «Іподром» (1979, у співавт.)
- «Дві версії одного зіткнення» (1984)
- «І повториться все...» (1984)
- «Дайте нам чоловіків!» (1985)
- «На вістрі меча» (1986)
- «Десять негренят» (1987)
- «Дежа вю»/ Deja vu (1989)
- «Невстановлена особа» (1990, у співавт. з Н. Некрасовою)
- «І чорт з нами» (1991)
- «Дитина до листопада» (1992)
- «Принцеса на бобах» (1997) та ін.